# Gängeviertel (Hamburg)

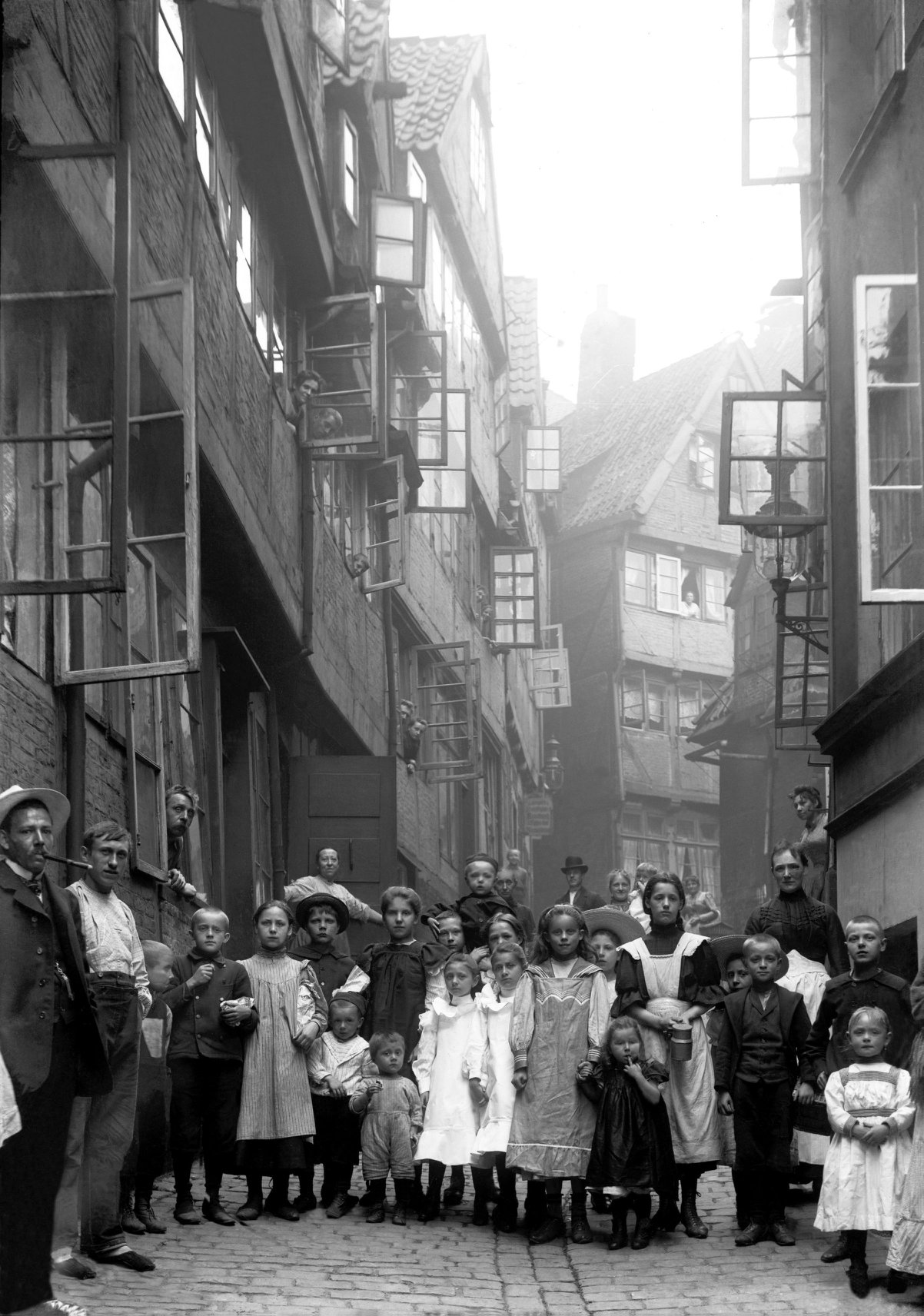
Gängeviertel in der südlichen Neustadt kurz vor dem Abriss (Großer Bäckergang 1902)

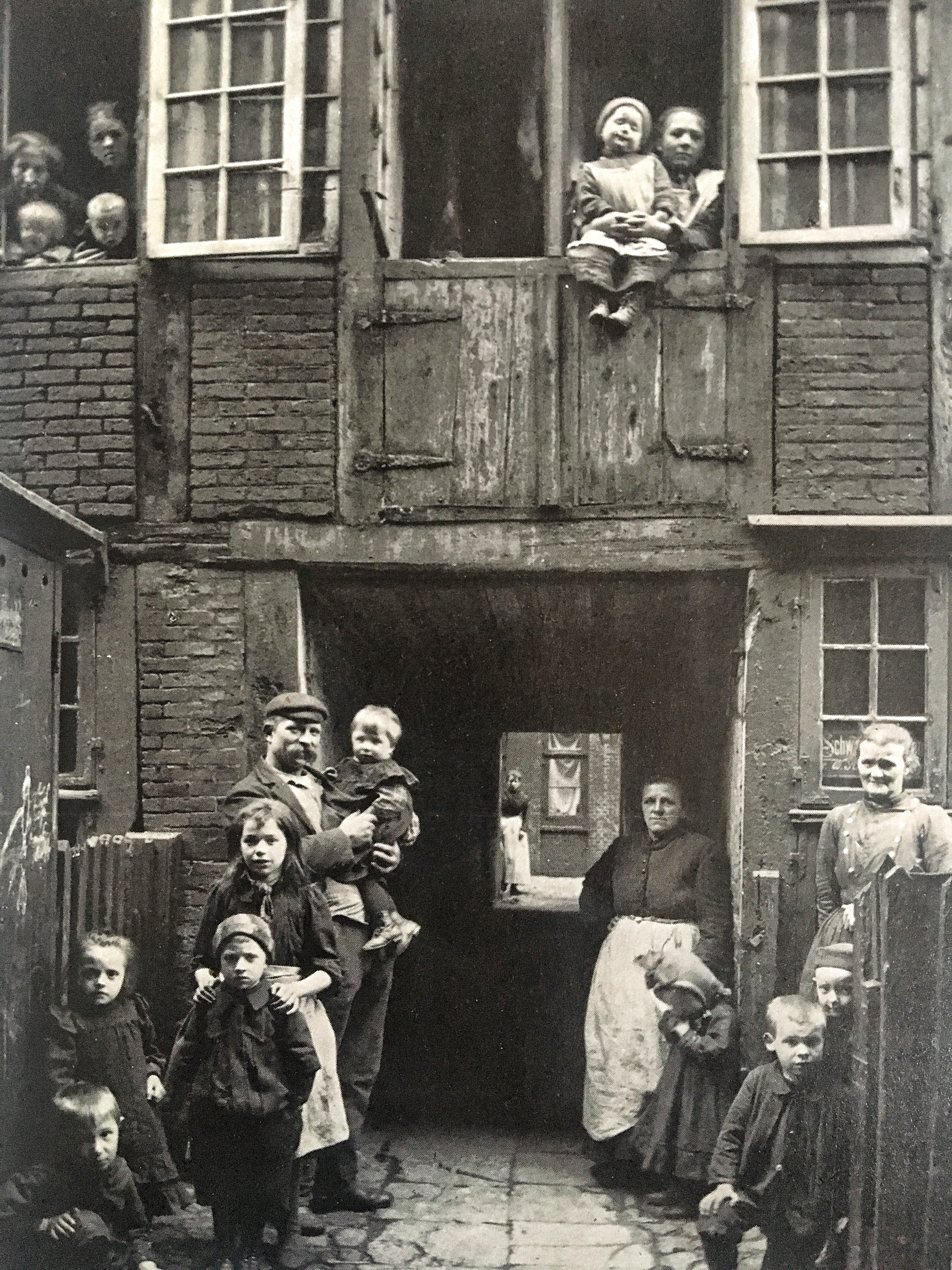
Hinterhof „Langer Jammer“ im Brauerknechtgraben um 1900

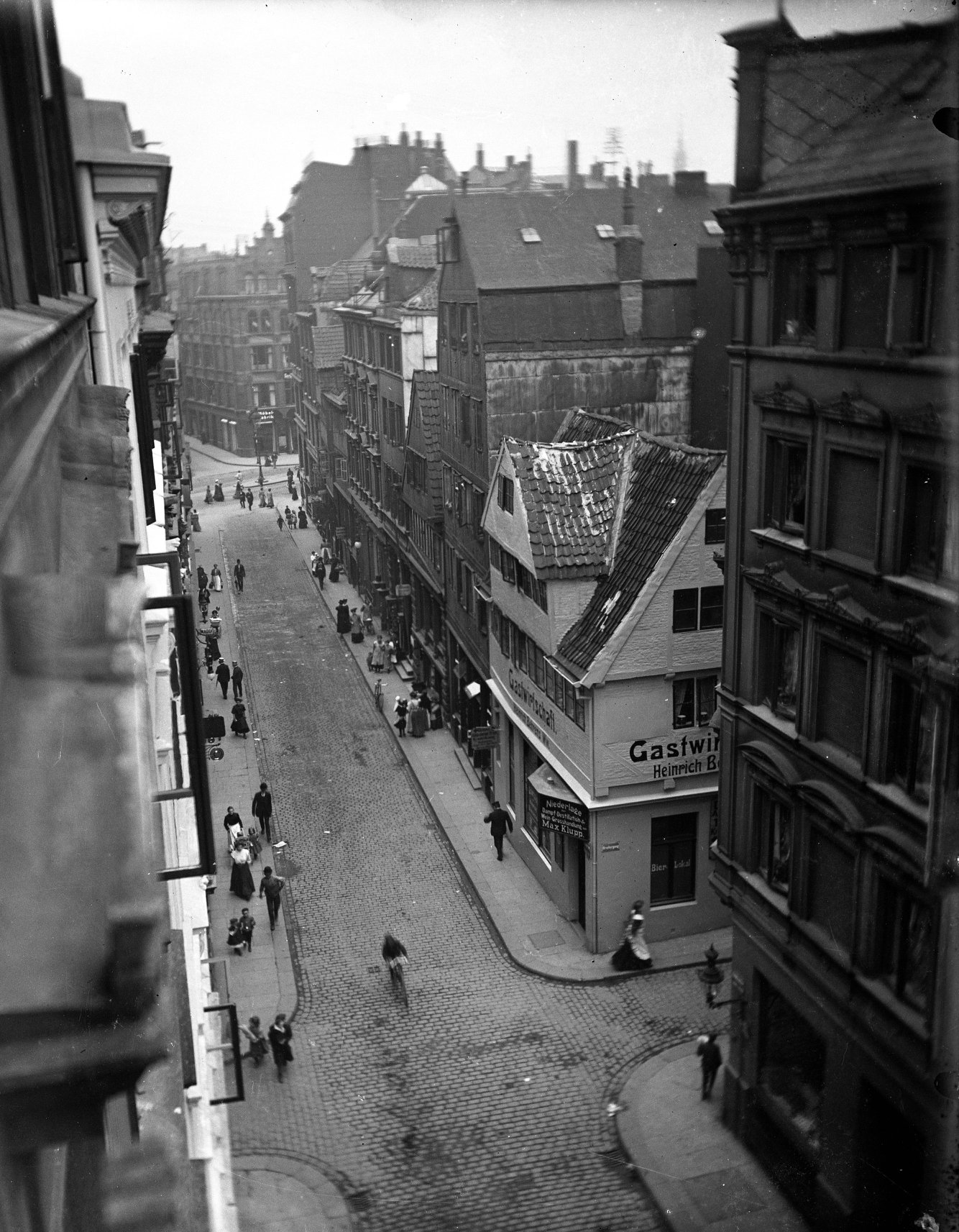
Neustädter Straße um 1900: Neue Mietskasernen verdrängen die alten Fachwerkhäuser bereits vor den Flächenabrissen

Als Gängeviertel wurden in Hamburg mehrere besonders eng bebaute Wohnquartiere in weiten Teilen der Altstadt und Neustadt bezeichnet. Die größtenteils mit Fachwerkhäusern bebauten Viertel entstanden seit dem 16./17. Jahrhundert durch zunehmende Verdichtung der noch mittelalterlich kleinteilig strukturierten Stadt und erreichten im 19. Jahrhundert ihre größte Ausdehnung. Die Bezeichnung als „Gängeviertel“ beruhte darauf, dass die Wohnungen oft nur durch schmale Gassen, zum Teil verwinkelte oder labyrinthartige Hinterhöfe, Torwege und die namensgebenden Gänge („Twieten“) zwischen den Häusern zu erreichen waren. In den Vierteln wohnten meist mittlere und ärmere Bevölkerungsschichten, zudem war oft kleinteiliges Gewerbe hier ansässig.
Aufgrund der schlechten hygienischen Zustände, aber auch aus sozialen und politischen Erwägungen begannen seit dem Ende des 19. Jahrhunderts erste Flächensanierungen durch Abriss. Die letzten Gängeviertel wurden nach dem Zweiten Weltkrieg für den Bau des Emporio-Hochhauses und der Ost-West-Straße abgerissen. Nur wenige vereinzelte Bauten dieser historischen Gängeviertel sind bis heute im Stadtgebiet erhalten, darunter die Krameramtsstuben unmittelbar beim „Michel“.
Das heute vielfach als „Gängeviertel“ bezeichnete Quartier zwischen Valentinskamp, Caffamacherreihe und Speckstraße ist hingegen kein Gängeviertel im eigentlichen Sinne mehr. Vielmehr handelt es sich hier größtenteils um ein gemischtes Wohn- und Gewerbegebiet in Blockrand- und Terrassenbauweise aus dem späten 19. Jahrhundert, das die historischen Gängeviertel an dieser Stelle bereits bis auf wenige Einzelhäuser (z. B. Valentinskamp 33/34) verdrängt hatte.

## Geschichte

### Entstehung
Die ersten Gängeviertel entstanden im 16. Jahrhundert im Gebiet der östlichen Altstadt (St. Jacobi-Kirchspiel), als erstmals Hinterhöfe und Gärten mit einfachen Buden(reihen) bebaut wurden, die nur durch Torwege im Vorderhaus mit der Straße verbunden waren. Viele dieser frühen Wohnhöfe waren sogenannte Testaments- oder Gotteswohnungen, die von wohlhabenden Bürgern für die ärmere Bevölkerung gestiftet wurden. Zwei der ältesten Stiftungen dieser Art waren die Dirck-Koster-Testamentswohnungen in der Spitalerstraße und Anna Büring's Testamentswohnungen in der Steinstraße, beide im Jahr 1537 gestiftet. Auch die in Hamburg als „Ämter“ bezeichneten Handwerkszünfte errichteten solche preiswerten oder kostenlosen Wohnungen für die Hinterbliebenen ihrer verstorbenen Mitglieder, ein Beispiel hierfür sind die bis heute erhaltenen Krameramtsstuben.
Seit dem 17. Jahrhundert wurde dann vor allem die neu in den Festungsring aufgenommene und anfangs noch ländlich strukturierte Neustadt immer dichter bebaut; hier erstreckten sich die Gängeviertel schließlich vom Elbufer bis zum Dammtor im Norden. Mit zunehmender Bevölkerung wurden die anfangs noch eingeschossigen Buden später aufgestockt; so entstanden die sogenannten Sahlhäuser, bei denen die oberen Stockwerke („Sähle“) in der Regel über eigene Zugänge von der Straße verfügten. Mit dem Übergang von der traditionellen Ständer- zur Stockwerkbauweise wurden immer mehr Stockwerke möglich, die oft nach oben auskragend die ohnehin schon schmalen Gassen immer weiter verengten und verdunkelten.

### Sanitäre Probleme
Neben der Enge und Überbevölkerung litten die Gängeviertel vor allem unter einer mangelhaften Wasserver- und -entsorgung. Da die Häuser sehr eng beieinander standen, war ein Verkehr mit Fuhrwerken oder Karren nur in sehr eingeschränkter Weise möglich. Die Bewohner wurden entweder von Wasserträgern mit Trinkwasser versorgt oder schöpften ihren täglichen Bedarf direkt aus den Flüssen und Fleeten. Diese innerstädtischen Kanäle nahmen aber auch Kot und Unrat in jeder Form auf. Hinzu kam, dass die tiefer gelegenen Bereiche der südlichen Alt- und Neustadt bei Sturmfluten und Elbehochwassern regelmäßig überschwemmt waren, was die ohnehin katastrophalen sanitären Verhältnisse zusätzlich belastete. Nicht zuletzt deshalb galten die Gängeviertel bereits im 18. und frühen 19. Jahrhundert als Brutstätten für Seuchen wie etwa die Cholera, die hier lange vor der großen Epidemie von 1892 wiederholt zahlreiche Opfer forderte.
Bereits 1797 hatte der französische Arzt Jean-Joseph Menuret ein Buch veröffentlicht, das in der deutschen Übersetzung den Titel Versuch über die Stadt Hamburg in Hinsicht auf die Gesundheit betrachtet oder Briefe über die medicinisch-topographische Geschichte dieser Stadt trug. Anlässlich der Choleraepidemie von 1892 schrieb Robert Koch an den Kaiser: „Eure Hoheit, ich vergesse, dass ich in Europa bin. Ich habe noch nie solche ungesunden Wohnungen, Pesthöhlen und Brutstätten für jeden Ansteckungskeim angetroffen wie hier.“
Die Epidemie von 1892, aber auch politische Anlässe wie die Maiunruhen 1890 oder der Hafenarbeiterstreik von 1896/97 veranlassten Senat und Bürgerschaft schließlich zu einer planmäßigen und umfassenden Flächensanierung (sprich: Abriss) der Gängeviertel.

### Sanierung und Abriss
Der Abriss der Gängeviertel vollzog sich in mehreren Wellen und begann auch schon lange vor der Choleraepidemie von 1892:

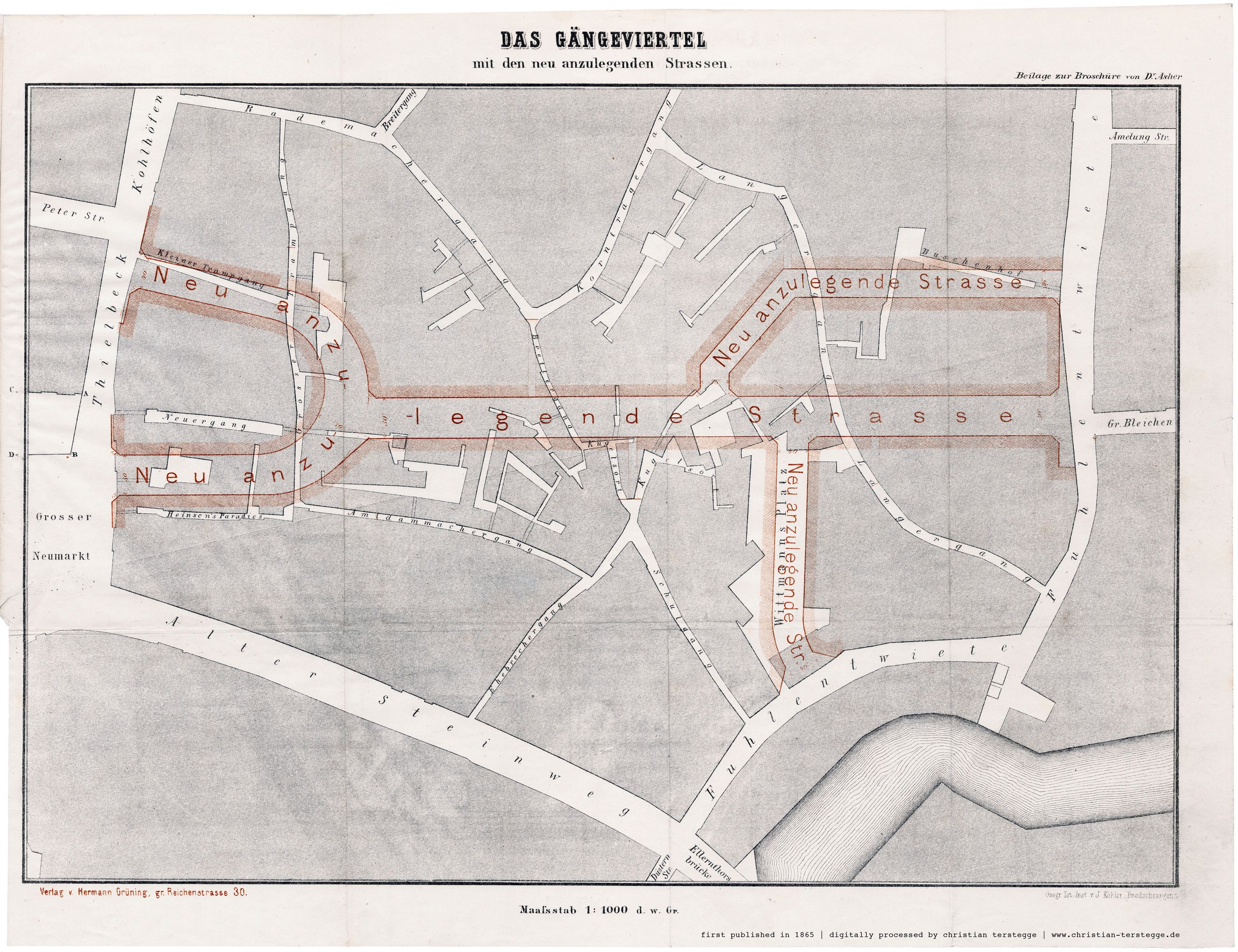
Sanierungsplan der Gebrüder Wex (1865)

- Eine erste, noch rein privat organisierte Flächensanierung erfolgte ab 1866 durch die Gebrüder Wex, die zahlreiche Grundstücke östlich des Großneumarkts aufkauften, die heutige Wex- und Brüderstraße neu anlegten und bis 1876 mit repräsentativen Etagenhäusern bebauten.[5] Den Plan dazu hatte der Rechtsanwalt Heinrich Asher bereits 1865 in seiner Denkschrift Das Gängeviertel und die Möglichkeit, dasselbe zu durchbrechen veröffentlicht.[6]

- 1883–88 wurde das zur Altstadt gehörende Quartier auf den Elbinseln Kehrwieder und Wandrahm für den Bau der Speicherstadt abgerissen. Während der Wandrahm ursprünglich als gutbürgerliche Wohngegend galt, gab es auf dem Kehrwieder auch ein kleineres Gängeviertel. Insgesamt 24.000 Menschen verloren ersatzlos ihre Wohnungen und mussten sich eine neue Bleibe in den ohnehin überbelegten Gängevierteln der Alt- oder der Neustadt suchen oder ihr hafen- und damit arbeitsnahes Wohnen aufgeben.
- 1890–93 wurde mit der Kaiser-Wilhelm-Straße eine weitere Durchbruchstraße durch das Gängeviertel der nördlichen Neustadt angelegt. Diese Maßnahme diente ebenso wie die etwa zeitgleich erfolgte „Wallregulierung“ (Bau von Holstenwall und Gorch-Fock-Wall) in erster Linie der Verbesserung der Verkehrsinfrastruktur, führte aber dennoch zum Abbruch zahlreicher altersschwacher Häuser und einer weiteren Dezimierung der Gänge und Höfe.
- Nach der Choleraepidemie von 1892 wies die Stadt drei große Sanierungsgebiete aus: Den Anfang machte das Gängeviertel der südlichen Neustadt (1903–1914) zwischen Landungsbrücken, Schaarmarkt und Herrengrabenfleet; die damals dort neu errichteten Straßenzüge bilden heute das sogenannte Portugiesenviertel.

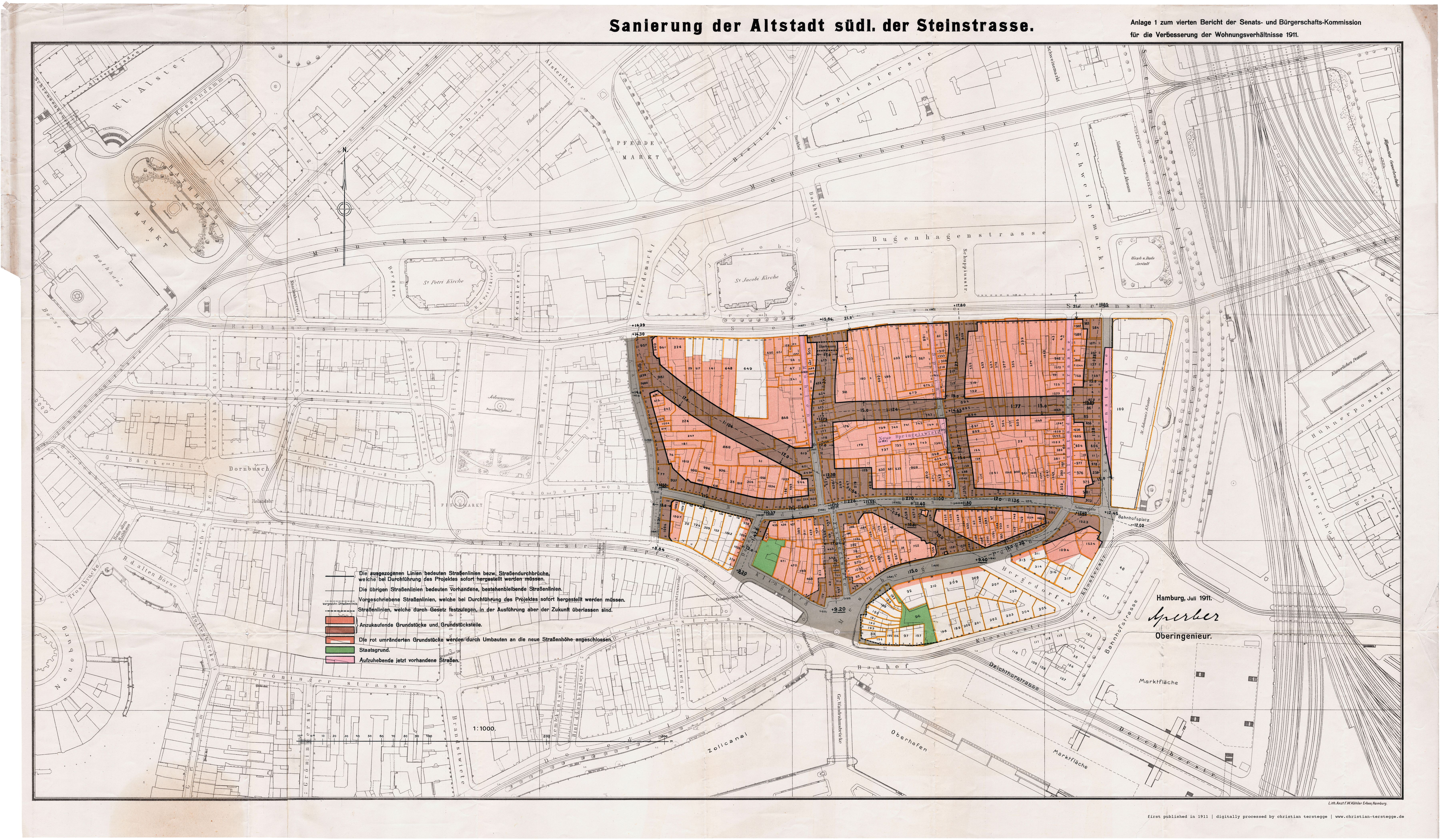
Sanierungsplan für die südliche Altstadt, das heutige Kontorhausviertel (1911)

- Alsdann begann man in der nördlichen Altstadt mit dem Bau der Mönckebergstraße (1908–1914) als neuer Verbindung zwischen Hauptbahnhof und Rathaus. Die Stadt erwarb die notwendigen Grundstücke, führte unter Berücksichtigung der bereits 1890 begonnenen Planung der Hochbahn die nötigen Infrastrukturmaßnahmen zügig durch und versteigerte die freigewordenen Grundstücke an die Meistbietenden. Das weitere Geschehen überließ man dem Markt und hoffte dabei, dass sich die ehemaligen Bewohner entweder in den restlichen Gängevierteln oder aber in den gerade entstehenden neuen Arbeitersiedlungen in Barmbek oder auf der Veddel niederlassen würden. Nach dem Ersten Weltkrieg wurde dieses Vorhaben in der südlichen Altstadt fortgesetzt, wo zwischen 1921 und 1939 das heute so bezeichnete Kontorhausviertel entstand.

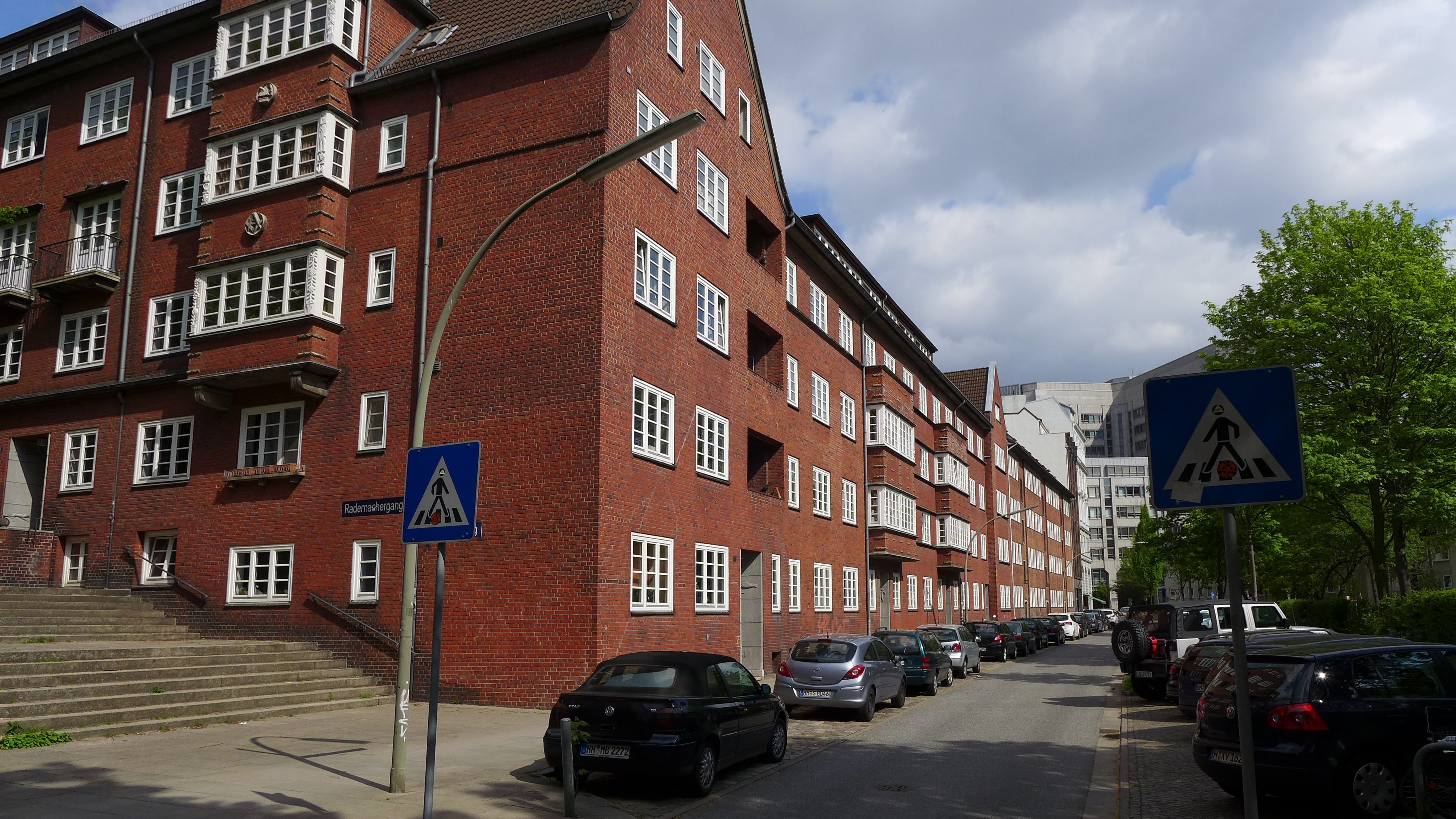
Typische Neubebauung aus der NS-Zeit im Kornträgergang, Ecke Rademachergang

- Das Gebiet zwischen Großneumarkt und Kaiser-Wilhelm-Straße (nördliche Neustadt) wurde in den 1930er Jahren unter nationalsozialistischer Herrschaft saniert. Hier hatte sich im letzten verbliebenen Gängeviertel ein geschlossenes Milieu der Hamburger Arbeiterschaft erhalten, das nicht nur als Hochburg der KPD galt („Klein-Moskau“), sondern auch als Brutstätte von Prostitution und Kriminalität („Verbrecherviertel“). Auch der Abriss der Hauptsynagoge Kohlhöfen und anderer Zeugnisse jüdischen Lebens gehörte zu den erklärten Zielen, wenngleich sich das Zentrum des jüdischen Lebens in Hamburg inzwischen fast vollständig in das außerhalb der alten Kernstadt gelegene Grindelviertel verlagert hatte. Anschließend wurden hier neue Straßen und kleinstädtisch anmutende Wohnblöcke im Heimatschutzstil errichtet, die mit Straßennamen und Raumbildungen zumindest teilweise einen Bezug zu den abgerissenen Quartieren herzustellen versuchten.

Letzte verbliebene Reste des Quartiers gingen im Zweiten Weltkrieg verloren oder wurden 1958–1964 zugunsten des Baus des Unilever-Hauses und der Errichtung der Ost-West-Straße beseitigt.

## Bauliche Überreste

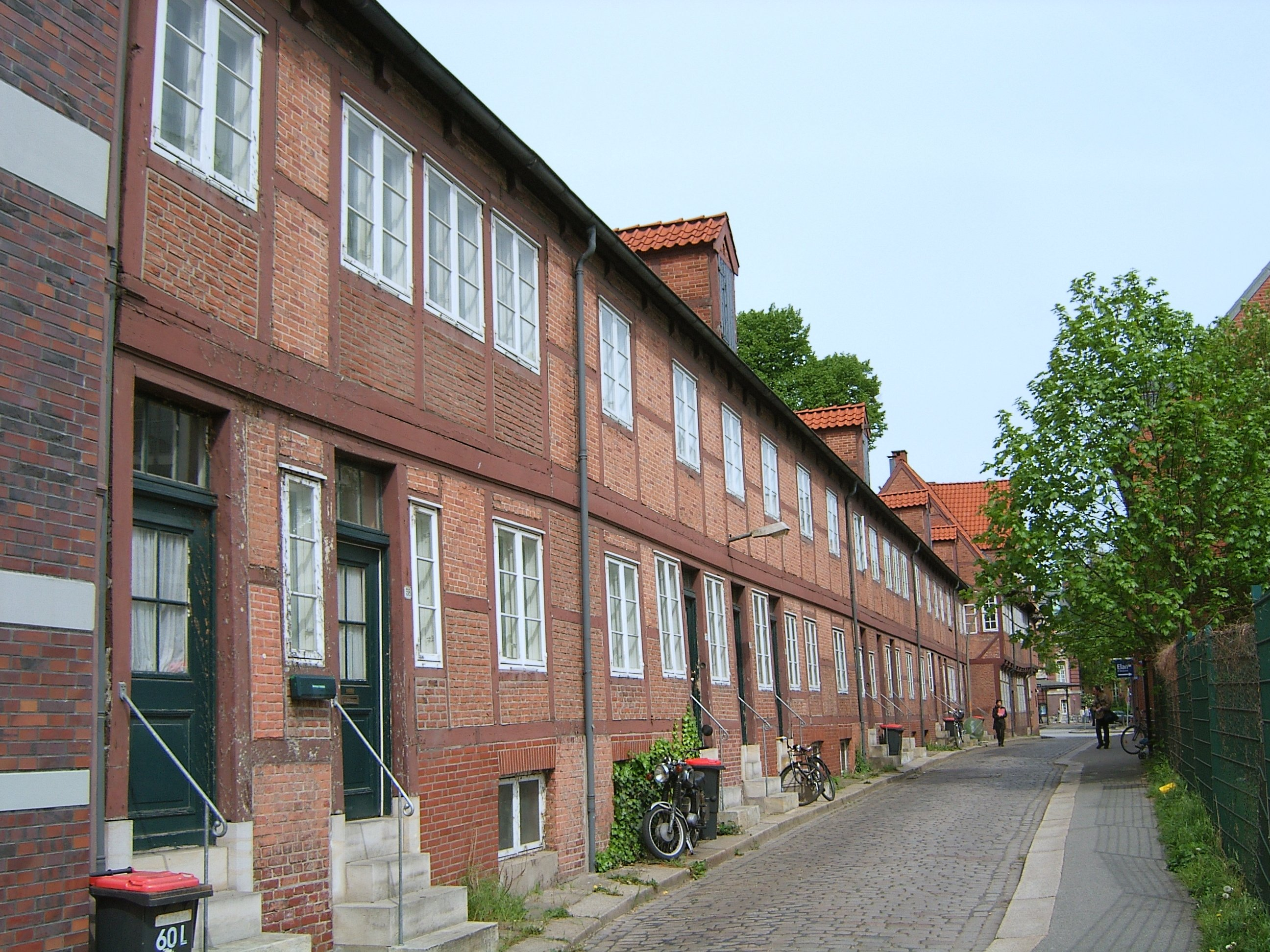
Original erhaltene Häuserzeile im Bäckerbreitergang

Von den einst ausgedehnten Gängevierteln sind nur wenige bauliche Überreste erhalten geblieben:

### Bäckerbreitergang
Fachwerk-Traufenhäuser auf der Westseite des Bäckerbreitengangs und Eckhaus Dragonerstall (zweite Hälfte des 18. / Anfang des 19. Jahrhunderts). Diese sowie die in unmittelbarer Nähe gelegenen Gebäude zwischen Valentinskamp, Caffamacherreihe und Speckstraße stehen seit 1953 unter Denkmalschutz.

### Krameramtsstuben
Eine letzte geschlossene Hofbebauung mit Fachwerkbauten aus dem 17. Jahrhundert ist mit den Krameramtsstuben in der Nähe der Hauptkirche Sankt Michaelis erhalten geblieben.

### Paradieshof
Das barocke Wohngebäude am Alten Steinweg 11 wurde 1761 erbaut und zählt zu den „letzten Zeugnissen vorindustriellen Mehrfamilien-Wohnungsbaus“ in Hamburg. / Fachwerkbau mit Fassade aus rotem Backstein und zwei reich geschmückten Giebeln / 1945 zerstörten Bomben einen Teil der Giebel und einen großen Teil der Hofbebauung, Giebelreste aus Sicherheitsgründen ganz abgetragen, in 1980ern Verkauf auf Abriss geplant und nach Besetzungsaktion in den 1990er Jahren rekonstruiert.

## „Gängeviertel“ am Valentinskamp

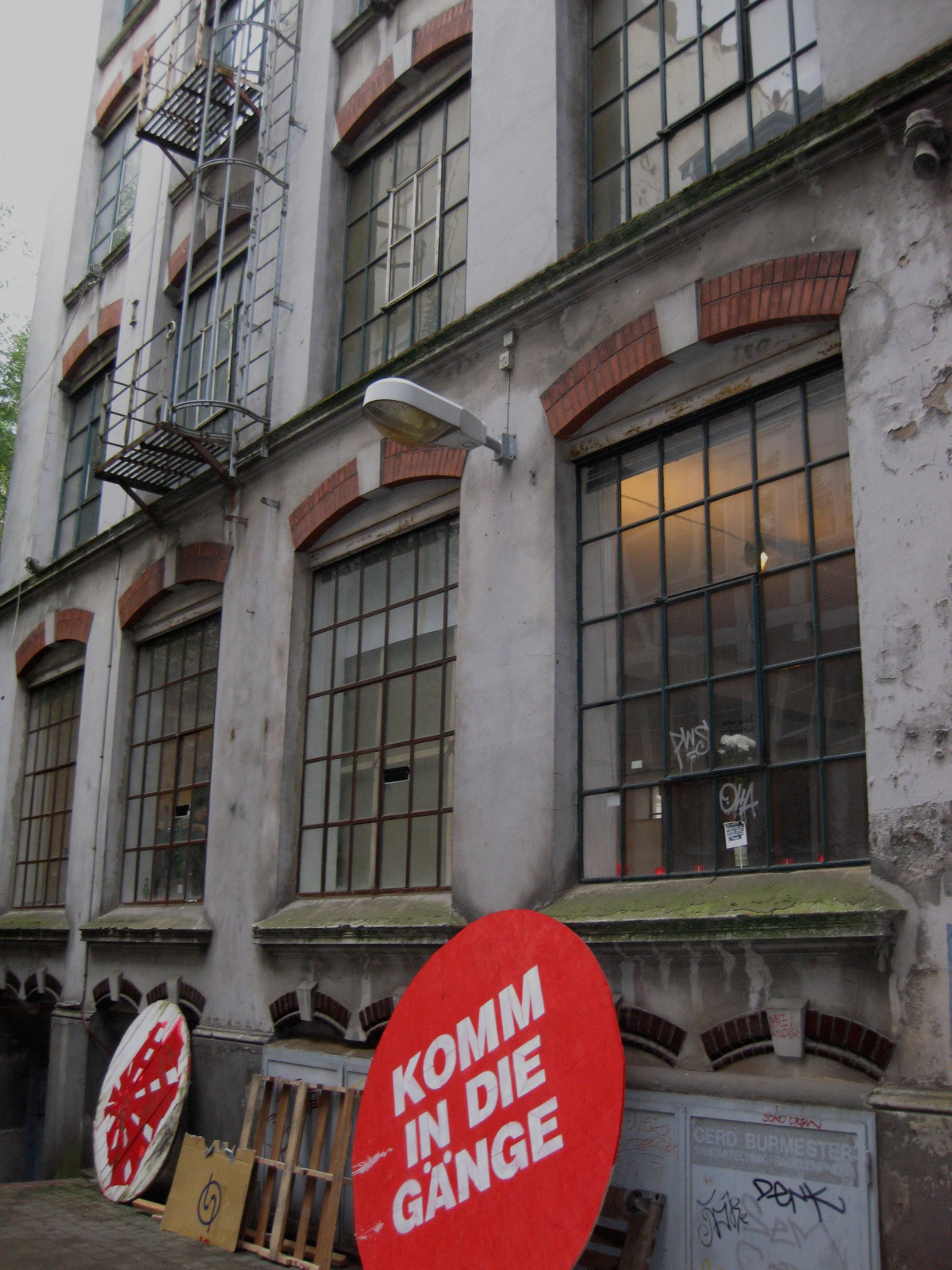
Tag der Offenen Tür im Gängeviertel am 25. Oktober 2009

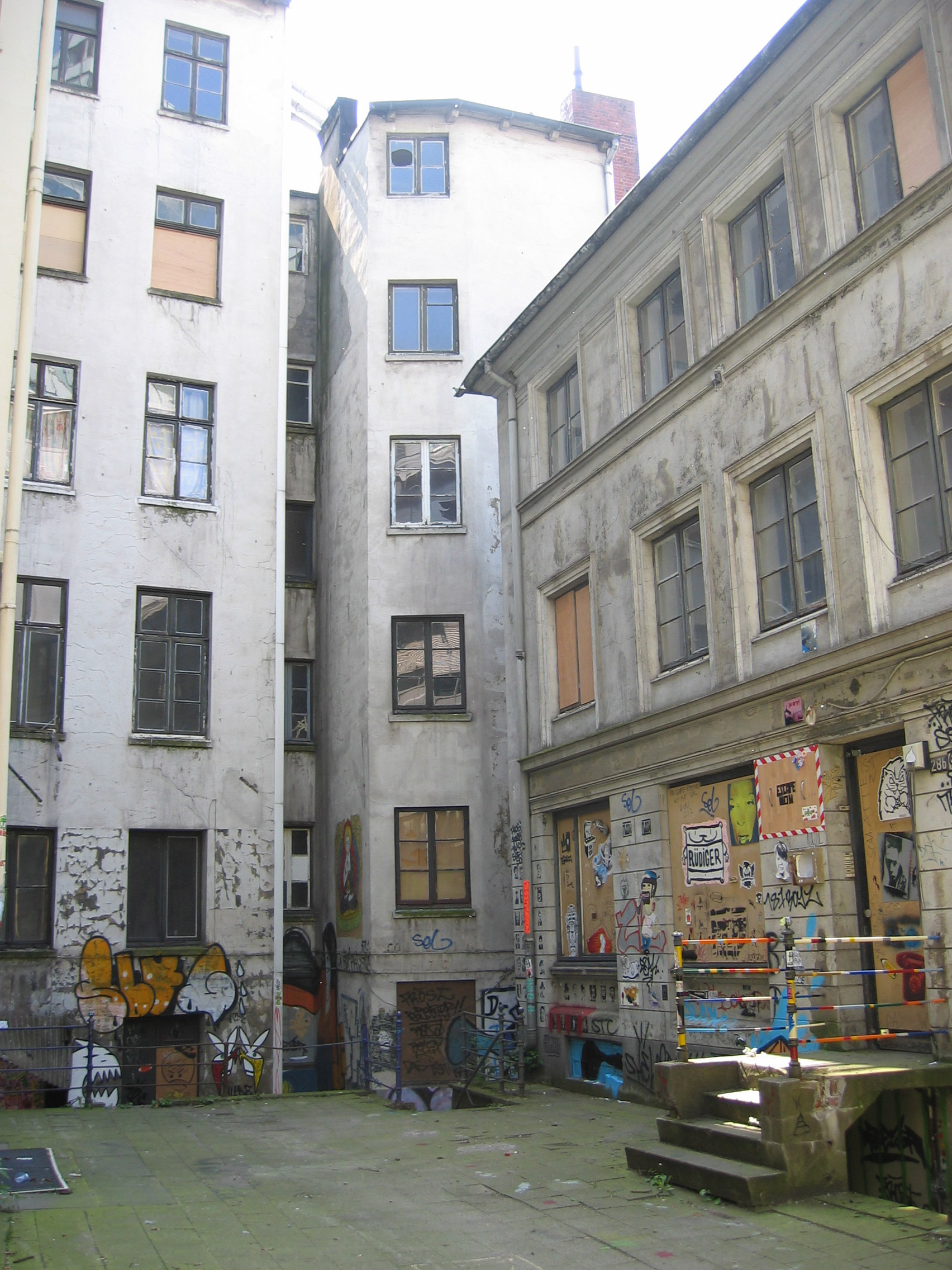
Leerstehender Hinterhof in der Speckstraße, April 2009

Den Gebäudekomplex zwischen Valentinskamp, Caffamacherreihe und Speckstraße wollte im Jahre 2008 der niederländische Investor Hanzevast Capital n.v. von der Stadt Hamburg erwerben. Etwa zwölf Häuser mit wertvoller, weitgehend originaler Altbausubstanz sollten laut Planungen (2009) zu 80 % abgerissen werden. Der Rest sollte saniert und aufgestockt werden. Der Investor zahlte den Kaufpreis vertragsgemäß in Raten, und zwar einen Teil vor, weitere Raten nach der im September 2009 erfolgten Baugenehmigung.
Zu dem Gebäudekomplex zählen auch folgende zwischen 1987 und 2001 unter Denkmalschutz gestellte Gebäude: Valentinskamp 34 und 34a, als Fachwerkgebäude vermutlich aus dem 18. Jahrhundert, und ein spätgründerzeitliches Fabrikgebäude, Schier’s Passage (Valentinskamp 35, 36, 37, 38, 38 a–f, 39) als Gesamtanlage aus Vorderhaus mit Hofbebauung und Gewerbebau aus der Zeit von 1846 bis 1865 und die spätgründerzeitlichen Etagenhäuser Caffamacherreihe 37–39/43–49 des Architekten Carl Feindt. Seit etwa 2002 stand dieses Quartier bereits leer, die Häuser verfielen zusehends. Eine Volksinitiative setzt sich für den Erhalt und eine sinnvolle Nutzung, unter anderem durch künstlerische und kreative Aktivitäten, ein. Seit dem 22. August 2009 besetzen unter der Schirmherrschaft von Daniel Richter etwa 200 Künstler das Gängeviertel und fordern sowohl Raum für Kreative als auch den kompletten Erhalt der historischen Gebäude. Im November 2009 wurde das Manifest „Not In Our Name, Marke Hamburg“ ausgerufen. Die Initiative namens Komm in die Gänge will „ein selbstverwaltetes, öffentliches und lebendiges Quartier mit kulturellen und sozialen Nutzungen“ schaffen. Am 15. Dezember 2009 teilte der Hamburger Senat mit, dass der Verkauf an Hanzevast einvernehmlich rückabgewickelt werde, um „eine Projektkonzeption mit breiterem öffentlichen Konsens“ zu ermöglichen. Die bereits geleisteten Zahlungen von knapp 2,8 Millionen Euro wurden dem niederländischen Investor zurückerstattet.
Nicht in den Besitz von Hanzevast gelangte hingegen das denkmalgeschützte Gebäude Valentinskamp 40–42, bestehend aus Vorderhaus, Zwischenbau und Saaltrakt. In dem Gebäude wurde seit 1809 ein Theater betrieben, das später als Tütge’s Etablissement auch über Hamburg hinaus bekannt wurde. 1897 wurde im Saal der SPD-Parteitag abgehalten. Nach Nutzungen als Festsaal wurde es in den 1920er Jahren die Redaktion und Druckerei für die Hamburger Volkszeitung und 2005 als Theater Hamburger Engelsaal wiederbelebt.
Bis 2011 entwickelte sich das Gängeviertel und dessen Umgebung bis hin zum Großneumarkt durch den Zuzug verschiedener Galerien, wie Feinkunst Krüger oder der Galerie Heliumcowboy und die Nutzung vormals leerstehender Ladenräume als Ateliers durch Hamburger Künstler, u. a. Pittjes Hitschfeld (ehem. Galerie Abriss), zu einem Kultur- und Kunstzentrum Hamburgs.
Im Herbst 2013 wurde eine umfangreiche Grundsanierung des Gängeviertels eingeleitet, beginnend mit dem Ensemble in der Caffamacherreihe 43–49. Die Sanierungsarbeiten sollten acht Jahre andauern und rund 20 Millionen Euro kosten. Geplant war die Errichtung von 80 preisgünstigen Wohnungen, Künstlerateliers und Gewerberäumen. Eine von den örtlichen Künstlern gegründete Genossenschaft sollte die Häuser nach der Sanierung verwalten.

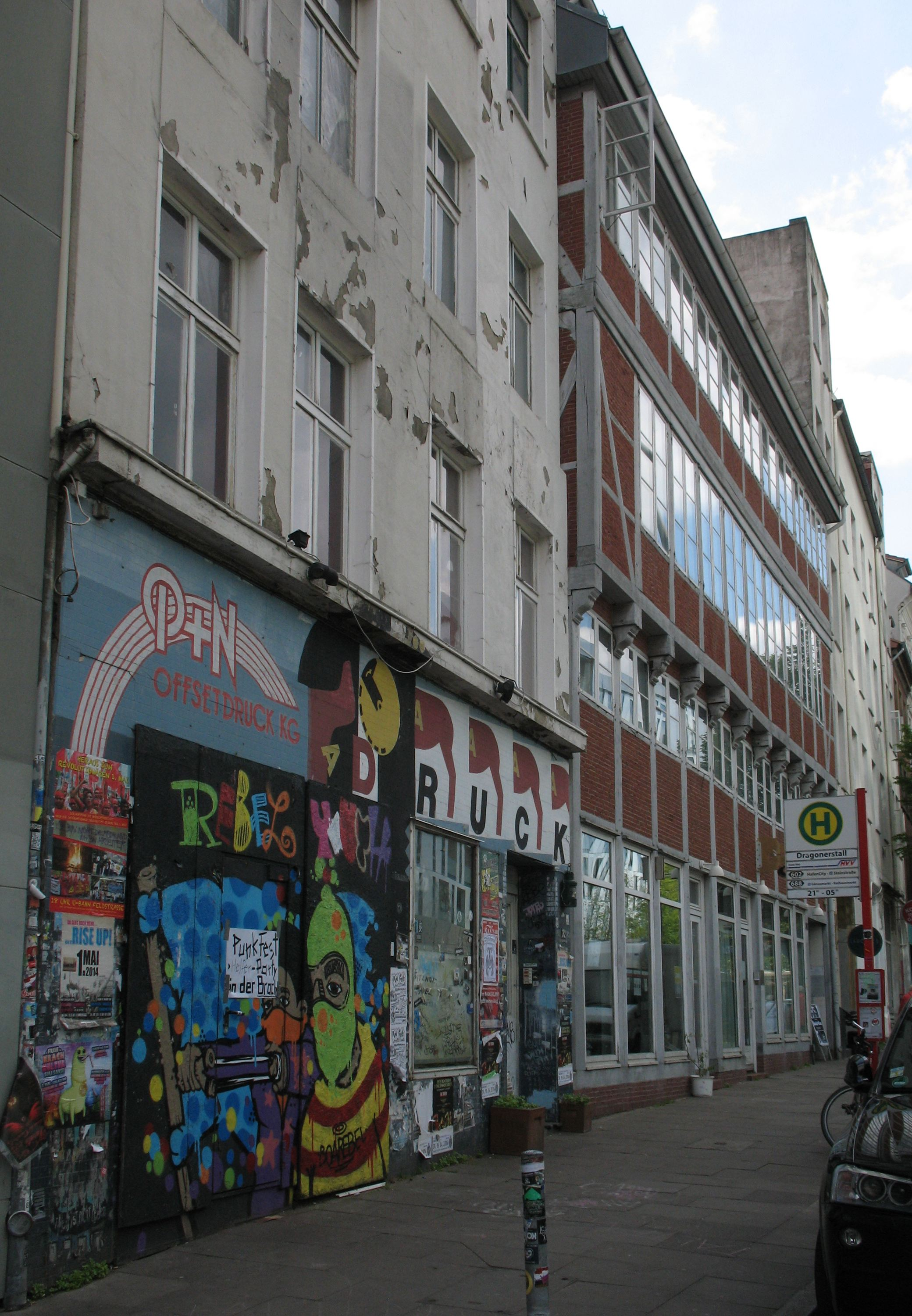
Valentinskamp 32 (2014)
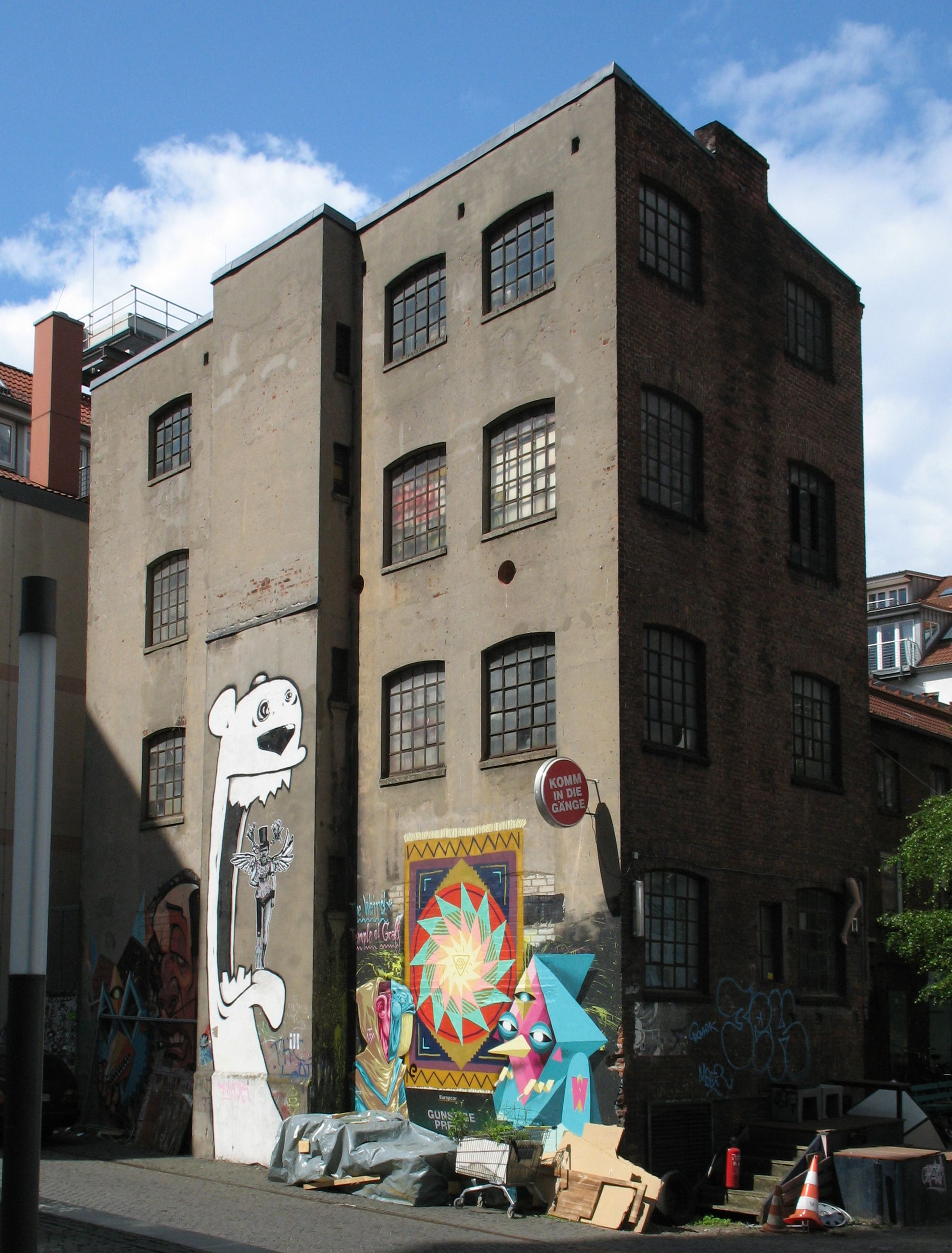
Speckstraße (2014)
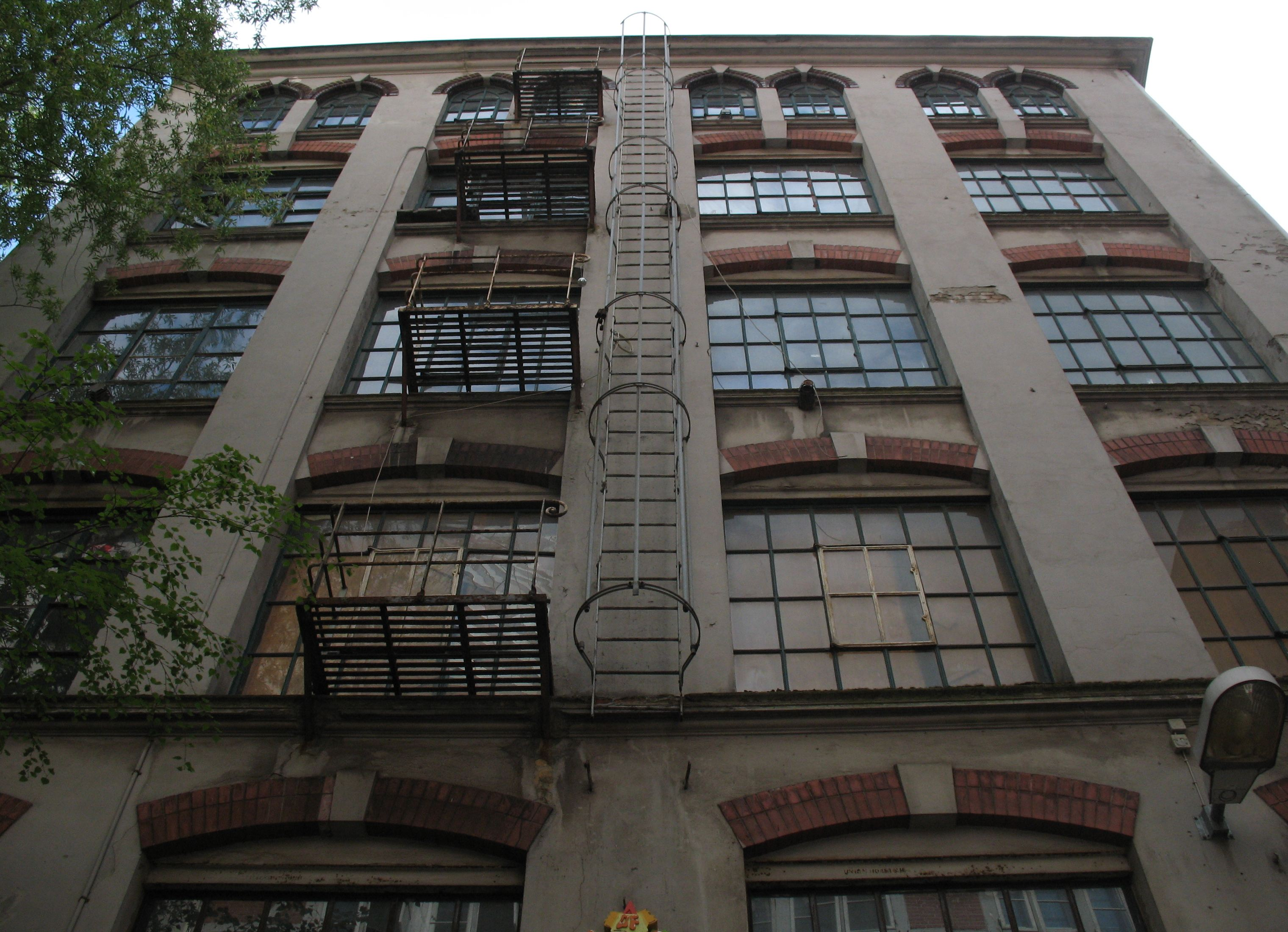
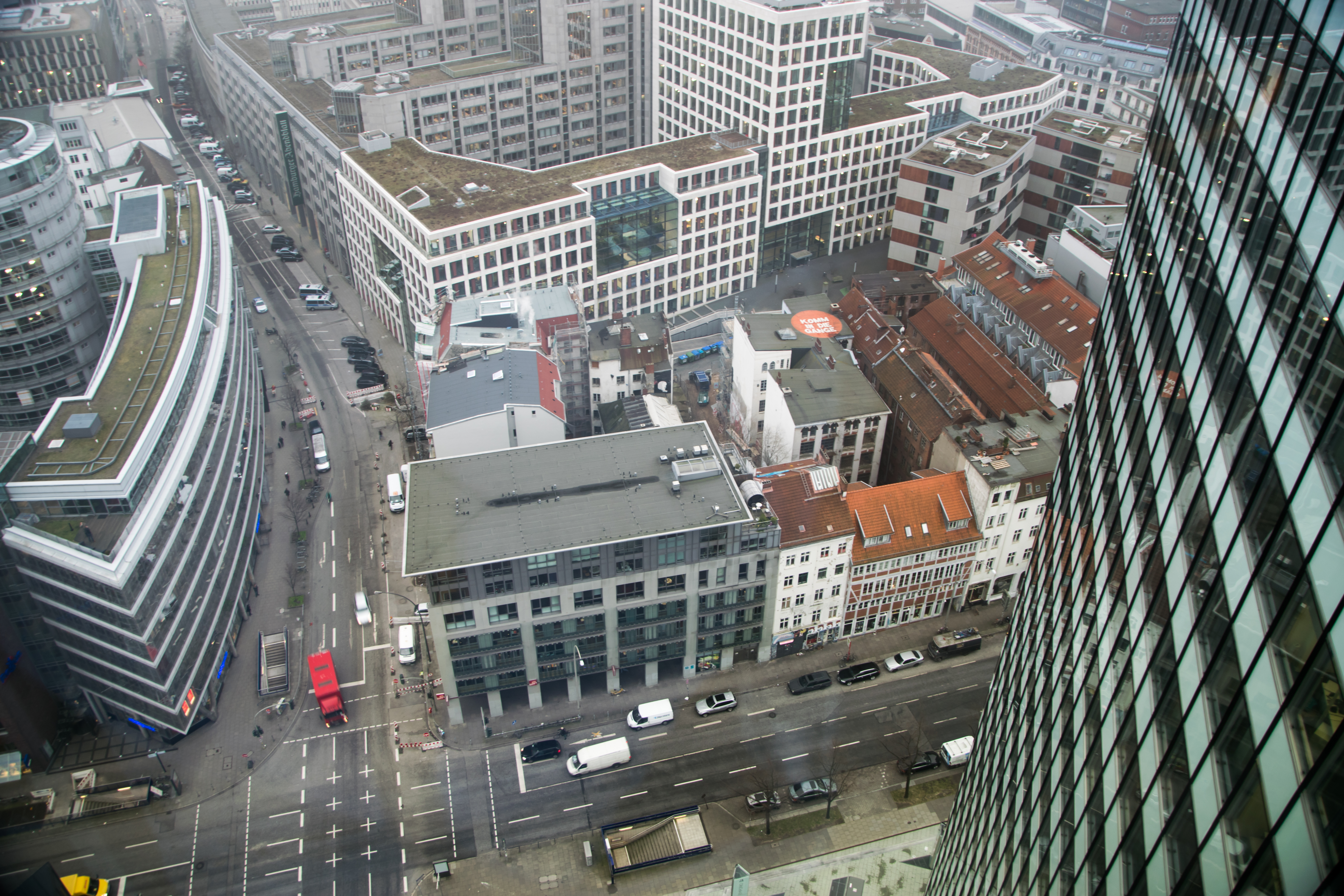
Gängeviertel von oben
Tütge´s Etablissement Valentinskamp 40–42, 1904

## Zitate
„Schreiber dieses suchte neulich Arme in Hamburg auf. Sein Weg führte ihn in eine enge Durchpassage mit hohen Häusern zu beiden Seiten, links und rechts Wohnung über Wohnung und wieder Wohnung in der anderen, fast alle eng neben- und ineinander geschachtelt... Die scheußlichste Pestluft aus den Gossen erfüllt zuzeiten die enge Straße, in welcher die Bewohner einander in die Fenster sehen. Unter manchen dieser Häuser sind wieder Eingänge in neue Labyrinthe. Nur gebückt ist das Innere dieser zweiten Höfe zu erreichen. Als ich in einen dieser Gänge eingetreten war, waren links und rechts Fenster und Türen geöffnet, Lärmen, Schelten und Zuschauer und Zuhörer für beides, Alte und Kinder, Dirnen und Jungen bildeten die Bevölkerung zwischen den zusammengehenden Mauern. Wieder links ab war eine noch engere von Wohnungen gebildete Linie; der Atem wurde von der Stickluft, die sich an dieser Stelle entwickelt hatte, gehemmt; hier wohnte rechts die gesuchte Familie in einer förmlichen Höhle; im untern Teile der elenden Baracke war fast im Finstern ein zusammengelaufenes Paar einquartiert, eine Art Hühnertreppe führte nach oben, wo wieder zwei bis drei voneinander unabhängige Partien ihr Obdach hatten; alles strotzte von Schmutz aller Art an Wänden, Fenstern, Fußböden; 5 Kinder und 3 Weiber und ein kaum herangewachsener Bube mit seiner Dirne aßen und tranken hier durcheinander. Frechheit, Verzweiflung und völliger Stumpfsinn warfen dunkle Schatten auf die Gesichtszüge der Versammelten, um das Bild des leiblichen und sittlichen Elends, das hier hauste, zu vollenden.“

„Hätte doch die Feuersbrunst im Jahre 1842 lieber diese elenden, ungesunden Baracken, als so manche Straße mit geräumigen schönen Häusern zerstört.“

„Sicherlich war das alte Hamburg in der ersten Hälfte des 19. Jahrhunderts eine entzückende malerische Stadt gewesen (...) von Rückwärts betrachtet aber voller Schwären und gräulichen Gewürms. Allmählich waren die großen Blöcke, welche die Häuser der Stadt ursprünglich als weite Gärten umschlossen, völlig zugebaut von einem Wirrwarr kleiner 'Wohnhöfe' und Gassen. Der ganze Bevölkerungszuwachs wurde auf diese Weise (...) in den ursprünglichen Organismus hineingestopft..."“